# Hải chiến vịnh Hakodate
Hải chiến vịnh Hakodate (函館湾海戦 Hakodatewan Kaisen, Hàm Quán Loan Hải Chiến) diễn ra từ 4 tháng 5-10 1869, giữa tàn quân của hải quân Mạc phủ Tokugawa, củng cố thành lực lượng vũ trang của nước Cộng hòa Ezo, và Hải quân Đế quốc Nhật Bản mới thành lập. Nó là một trong những diễn tiến cuối cùng trong Trận Hakodate, và diễn ra ở gần Hakodate ở hòn đảo phía Bắc Nhật Bản Hokkaidō.

## Quân đội Cộng hòa Ezo
Hải quân Cộng hòa Ezo được tổ chức xung quanh tàu chiến Kaiten. Hạm đội ban đầu gồm 8 tàu hơi nước: Kaiten, Banryū, Chiyodagata, Chōgei, Kaiyō Maru, Kanrin Maru, Mikaho và Shinsoku.
Tuy vậy Kaiyō Maru và Shinsoku đã bị chìm trong cuộc đụng độ trước đó ở trước Esashi, và Kanrin Maru đã bị quân đội triều đình bắt giữ sau khi bị thương nặng do thời tiết xấu. Việc mất đi hai tàu lớn làm suy yếu nghiêm trọng phe Cộng hòa Ezo.

## Quân triều đình
Cho cuộc hành quân này, một hạm đội Hải quân triều đình nhanh chóng đước hình thành xung quanh chiếc thiết giáp hạm mới nhận được gần đây Kōtetsu, mua từ Hoa Kỳ. Các tàu khác của triều đình là Kasuga, Hiryū, Teibo, Yoharu, Moshun, được các phiên Saga, Chōshū và Satsuma cung cấp cho chính quyền Meiji mới thành lập năm 1868.
Triều đình non trẻ khởi đầu với hải quân yếu hơn nhiều so với Cộng hòa Ezo, cả về sức mạnh của hạm đội, sự thống nhất (phần lớn tàu được mượn từ các phiên phía Tây) và huấn luyện. Tuy vậy, việc mất 2 tàu lớn của phía Ezo trước trận đánh lớn (Kaiyō Maru and Kanrin Maru), và chủ yếu là, sự xuất hiện của tàu Kōtetsu từ tháng 4 năm 1868 về phe triều đình (một con tàu ban đầu được Mạc phủ Tokugawa đặt hàng, nhưng bị Hoa Kỳ kìm lại trong cuộc chiến chính (do chính sách trung lập của các cường quốc bên ngoài), và cuối cùng được chuyển giao cho chính quyền mới thành lập), đã xoay chuyển tình thế. Thêm vào đó, phe triều đình nhận được sự trợ giúp của hai tàu vận tải do người Mỹ thuê để chuyển chở binh lính.

## Trận đánh

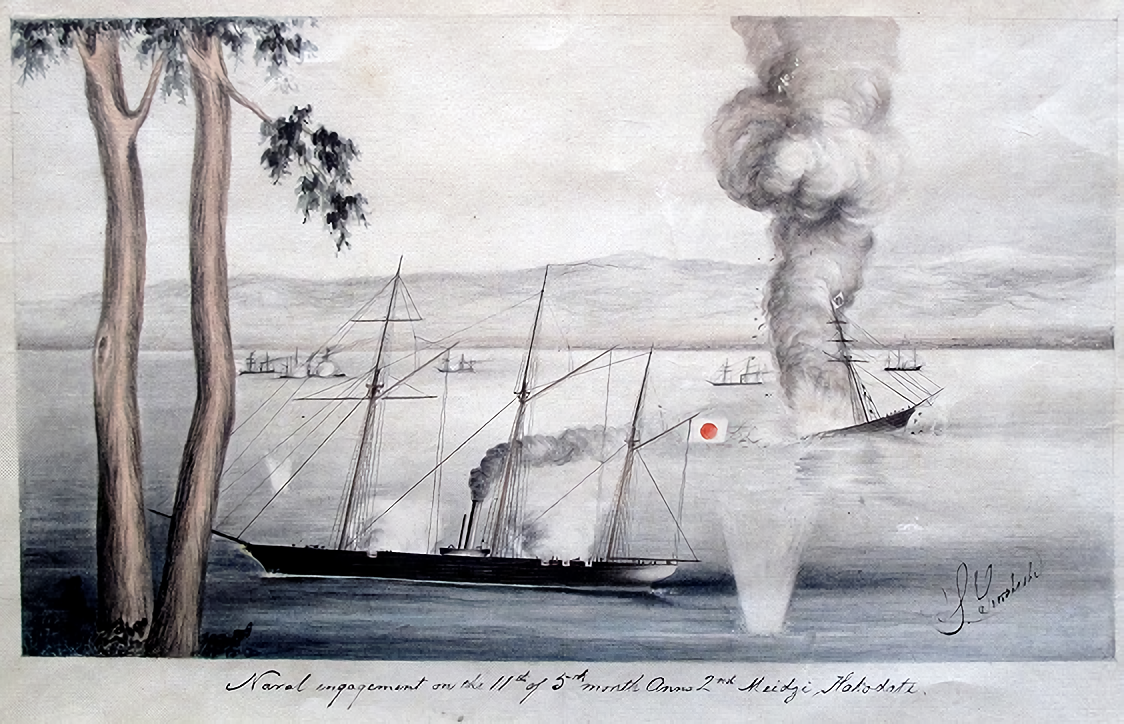
Tàu Chōyō bị tàu Banryū của phiến quân bắn chìm

Hạm đội triều đình trợ chiến cho việc đổ quân xuống đảo Hokkaido, tiêu diệt các công sự bờ biển và tấn công các tàu của phiến quân. Ngày 4 tháng 5 tàu Chiyodagata bị quân triều đình chiếm được sau khi bị bỏ lại trên bờ và ngày 7 tháng 5, tàu Kaiten bị bắn trọng thương và loại khỏi vòng chiến. Banryū bắn chìm được tàu Chōyō của phe triều đình, nhưng Banryū sau đó cũng bị chìm vì hỏng nặng.
Hải quân Đế quốc Nhật Bản thắng trận, cuối cùng dẫn đến sự đâu hàng của Cộng hòa Ezo vào cuối tháng 5 năm 1869.

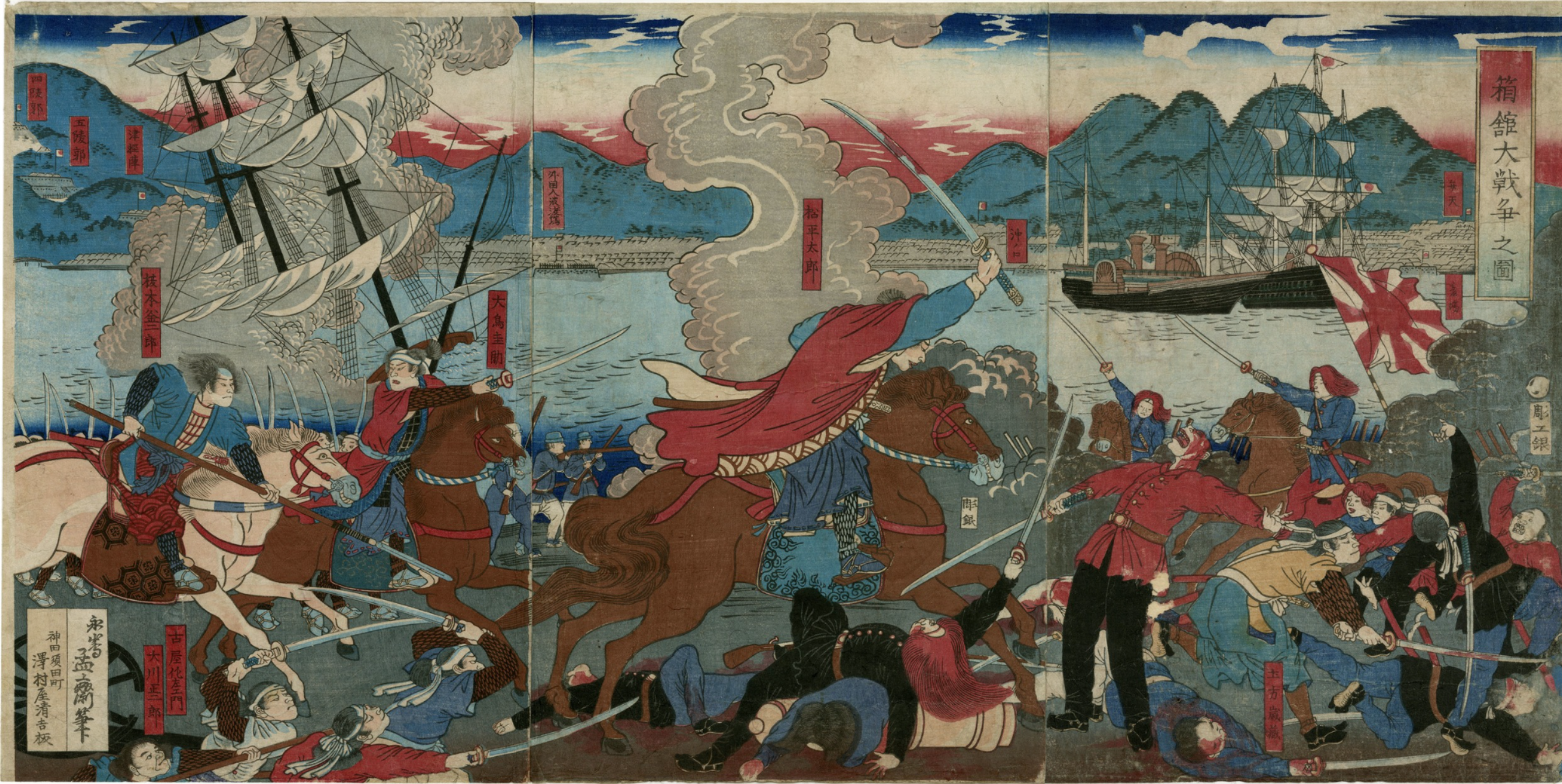
Sự thể hiện Nhật Bản về trận bộ chiến và hải chiến Hakodate

Tàu của hải quân nước ngoài — Anh HMS Pearl và Pháp Coetlogon — ở thế trung lập trong cuộc chiến. Thuyền trưởng Pháp Jules Brunet người đã huấn luyện phiến quân và giúp tổ chức phòng thủ, đầu hàng trên tàu Coetlogon ngày 8 tháng 6 năm 1869
Thủy sư đô đốc Togo Heihachiro tham chiến trong trận này về phe triều đình, là một sĩ quan hạng ba trẻ, trên tàu Kasuga.

## Link mở rộng
- Hải quân  thời Bakumatsu Lưu trữ ngày 18 tháng 12 năm 2008 tại Wayback Machine